# Allochthonius ussuriensis
Espèce
Synonymes
- Centrochthonius ussuriensis Beier, 1979

Allochthonius ussuriensis est une espèce de pseudoscorpions de la famille des Pseudotyrannochthoniidae.

## Distribution
Cette espèce est endémique du Kraï du Primorié en Russie,.

## Description
Allochthonius ussuriensis mesure de 1,8 à 2 mm

## Systématique et taxinomie
Cette espèce a été décrite sous le protonyme Centrochthonius ussuriensis par Beier en 1979. Elle est placée dans le genre Allochthonius par Schwarze, Harms, Hammel et Kotthoff en 2022.

## Étymologie
Son nom d'espèce, composé de ussuri[sk] et du suffixe latin -ensis, « qui vit dans, qui habite », lui a été donné en référence au lieu de sa découverte, Oussouriïsk.

## Publication originale
- Beier, 1979 : « Pseudoskorpione aus der Küstenprovinz im Osten der USSR. » Annalen des Naturhistorischen Museums in Wien, vol. 82, p. 553-557.